# The Medway Poets

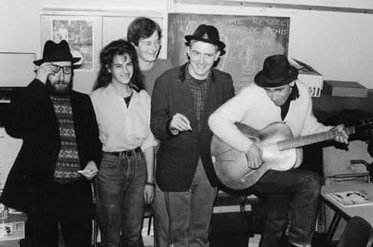
Слева направо: Секстон Мин, Трейси Эмин, Чарльз Томсон, Билли Чайлдиш и музыкант Рассел Уилкинсон, 11 декабря 1987 года

The Medway Poets (рус. Поэты Медуэя) — английское поэтическое панк-объединение (труппа), образованное в Медуэйе (графство Кент), в 1979 году. Представители коллектива занимались поэтическими перформансами и, впоследствии, стали основоположниками движения стакистов, сформировав художественную труппу — Stuckists Art Group. Участниками The Medway Poets были: Мириам Карни, Билли Чайлдиш, Роб Эрл, Билл Льюис, Секстон Мин и Чарльз Томсон (и, небольшой период, Алан Денман). Также с труппой были связаны такие деятели искусства, как: Филипп Эбсолон, Санчиа Льюис и Трейси Эмин. Большинство участников также занимались другими видами творчества, включая музыку и живопись.

## Возникновение и творческая деятельность
The Medway Poets образовались после серии литературных чтений под названием «Outcrowd», организованных Льюисом и Эрлом с 1975 года на берегу реки Медуэй в Мейдстоне, графство Кент, в пабе «Lamb Pub», позже переименованном в Drake’s Crab и Oyster House, соответственно. Эти перформансы вдохновили преподавателя Медуэйского колледжа Алана Денмана на организацию чтений в пабе «York Pub» (Чатем), это мероприятие объединило участников The Medway Poets вместе, их стиль был вдохновлён формирующимся панк-движением и эстетикой берлинское кабаре. Название коллектива было придумано Льюисом.
Постоянными участниками The Medway Poets были: Мириам Карни, Билли Чайлдиш, Роб Эрл, Билла Льюис, Секстон Мин и Чарльз Томсон. Среди других деятелей искусства, принимавших участие в выступлении труппы, были: Филипп Эбсолон и Санчия Льюис (однофамилица). В свою очередь, сотрудничество Алана Денмана с The Medway Poets продлилось не долго.

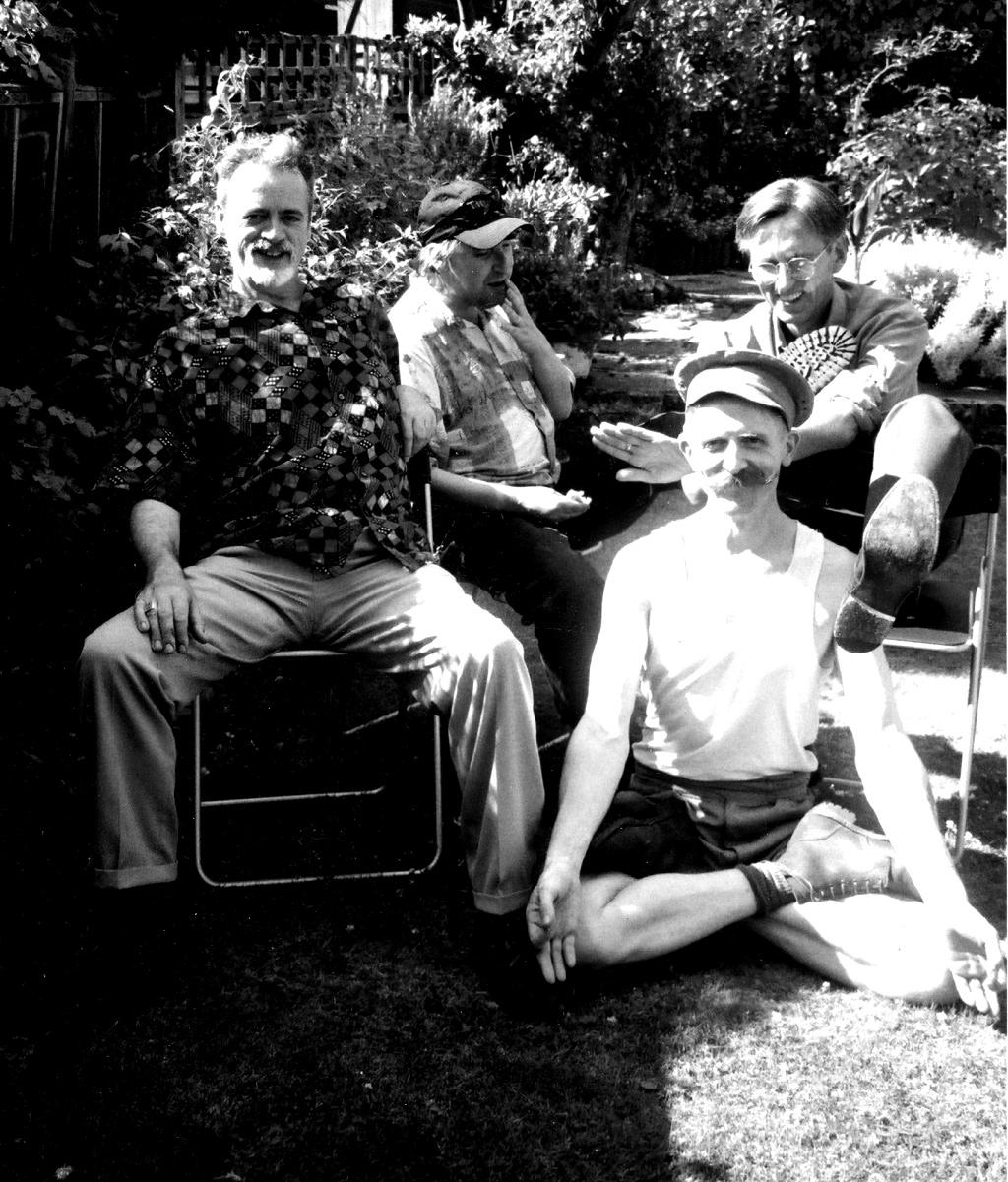
Участники The Medway Poets: Билл Льюис, Секстон Мин, Роберт Эрл и Билли Чайлдиш (2003)

Преимущественно, The Medway Poets выступали в пабах и колледжах, иногда принимали участие в концертах панк-групп. В 1981 году также они выступили на Литературном фестивале в Кенте и на Международном фестивале поэзии в Кембридже. Впоследствии, между участниками труппы произошли творческие разногласия, особенно это было проявлялось в отношениях Чайлдиша и Томсона, который вспоминал: «Между нами возникали трения, особенно когда он начал править мои стихотворения, а я начал угрожать вырезать его из предстоящего документального фильма». Тем не менее, выпущенная в 1982 году телевизионная лента существенно увеличила аудиторию поэтического объединения.

Впоследствии, Чайлдиш так комментировал этот конфликт:
Я и Чарльз были в состоянии войны с 1979 до 1999 года. Он даже угрожал поставить вышибал перед входом в резиденцию нашей труппы, чтобы я не мог попасть внутрь. С первых дней в The Medway Poets было два лагеря - я и Секстон против всех остальных. В конце концов Билл перешёл на нашу сторону. Роб Эрл мог бы присоединиться ко мне и Секстону, но он появлялся на сцене не так часто.

По словам Томпсона, этот период был «невероятно напряженным и творческим временем, он заложил основу благодаря которой мы до сих пор существуем». Он так описал одно из выступлений: 
Билл Льюис вскочил на стул, раскинул руки (по крайней мере один раз ударившись головой о потолок) и сделал вид, что он Иисус. Он распылял свои стихи на каждого, кто находился поблизости и пил виски запоем. Мириам рассказала миру о своей вагине. Мы с Робом, не без труда, сделали совместный перформанс, [выглядели при этом] как ненормальные, самонадеянные писатели. Секстон наконец познакомил нас со своей девушкой Милдред, которая оказалась париком на клочке газеты, намотанной на железную трубу.
«Томсон был очень забавным поэтом, который избегал „разглагольствования“ и „рэпа“, он читал свои стихи галопирующим, панковским ритмом — слово ускоренный Джон Бетчеман — под забавный аккомпанемент: различные звуки, музыку, реквизит».
После показа документального фильма участники труппы воссоединялись все реже и реже. В 1988 году записи The Medway Poets были выпущены в виде музыкального сборника, который также включал декламации Трейси Эмин и Виктории Тэмплер. С начала 1990-х годов труппа практически полностью прекратила творческую деятельность. В 1998 году Льюис, Чайлдиш и Томсон обсудили по телефону возможный выпуск антологии The Medway Poets. На 28 января 1999 года Томсон предложил Чайлдишу, что они возобновить деятельность труппы, как художественного объединения под названием Stuckists, которое Томсон позаимствовал из стихотворения Чайлдиша, в котором он процитировал выпад Трейси Эмин в свой адрес: «Ты застрял! Застрял! Застрял!» — намекая на его тягу к живописи, а также устаревший стиль его музыки и поэзии. Другими учредителями Stuckists были: Билл и Санчия Льюисы (однофамильцы), Секстон Мин и Филипп Эбсолон.
Тем не менее, время от времени участники оригинальной труппы продолжали выступать под старым именем (The Medway Poets). Так, в 2000 году на сайте Мина появилось сообщение — «Секстон и ещё трое Поэтов Медуэя будут выступать на следующем Stuckism Show» 20 мая в Центре искусств Метрополь в Фолкстоне.

## Публикации
Участники труппы публиковали свои работы, а также произведения сотрудничающих с ними поэтов, в таких издательствах, как: Victoria Press, Phyroid Press, Lazerwolf, Hangman and Cheapo. Первые издания представляли собой отксерокопированные оригиналы стихов и литературных подшивок — в нынешнее время, считаются очень ценными среди коллекционеров. Так, цена оригинального издания «The Power House And Other Plays» Секстона Мина (издательство Phyroid Press, 1980 год) составляет около 50 фунтов.

## Трэйси Эмин
Трейси Эмин была местной студенткой колледжа искусств и стала ассоциироваться с группой благодаря связи с Чайлдишом. В 1995 году в интервью Карлу Фридману, на вопрос: «Какой человек, по-вашему, оказал наибольшее влияние на вашу жизнь?». Она ответила: «Мммм… На самом деле это не человек. В большей степени это время, когда я училась колледже искусств, тусовалась с Билли Чайлдишом, жила на реке Медуэй».
Она принимала участие в некоторых поздних поэтических перформансах. Во время одного из таких выступлений в Gravesend Adult Education Centre (Центр повышения квалификации) она вышла на сцену в плаще-дождевике. Постояв немного в нерешительности она сняла его, продемонстрировав розовую баску и чулки, после чего зачитала стихи Чайлдиша, который поспешно покинул комнату.
Ее первая книга, «„отредактированная“ в разумных пределах» Биллом Льюисом, была напечатана Томсоном и опубликована Чайлдишом под названием «Six Turkish Tales» ( издательство Hangman, 1987 год).